# Leona Valley
Leona Valley es un lugar designado por el censo ubicado en el condado de Los Ángeles en el estado estadounidense de California. En el año 2010 tenía una población de 1.607 habitantes.

## Geografía
Leona Valley se encuentra ubicado en las coordenadas 34°36′27″N 118°18′5″O / 34.60750, -118.30139.